# Herpomyces
Herpomyces Thaxt. – rodzaj grzybów z rzędu Herpomycetales. Grzyby mikroskopijne, pasożyty owadów (grzyby entomopatogeniczne).

## Charakterystyka
Występują na wszystkich kontynentach poza Antaktydą. Są pasożytami zewnętrznymi wyłącznie owadów z rzędu karaczanów (Blattodea).

## Systematyka
Pozycja w klasyfikacji według Index Fungorum: Herpomyces, Herpomycetaceae, Herpomycetales, Laboulbeniomycetidae, Laboulbeniomycetes, Pezizomycotina, Ascomycota, Fungi.
Takson ten w 1902 r. utworzył Ronald Thaxter.

## Gatunki
Index Fungorum w 2020 r. wymienia 27 gatunków tego rodzaju. W Polsce ich występowanie jest jeszcze słabo zbadane. Tomasz Majewski, jedyny polski mykolog zajmujący się nimi na szerszą skalę, do 2003 r. wymienił 2 gatunki występujące w Polsce:
- Herpomyces ectobiae Thaxt. 1902
- Herpomyces stilopygae Speg. 1917

Nazwy naukowe według Index Fungorum. Wykaz gatunków według T. Majewskiego.